# Dampierre-en-Crot
Dampierre-en-Crot är en kommun i departementet Cher i regionen Centre-Val de Loire i de centrala delarna av Frankrike. Kommunen ligger  i kantonen Vailly-sur-Sauldre som tillhör arrondissementet Bourges. År 2022 hade Dampierre-en-Crot 203 invånare.

## Befolkningsutveckling
Antalet invånare i kommunen Dampierre-en-Crot
Referens:INSEE